# Sangenjaya

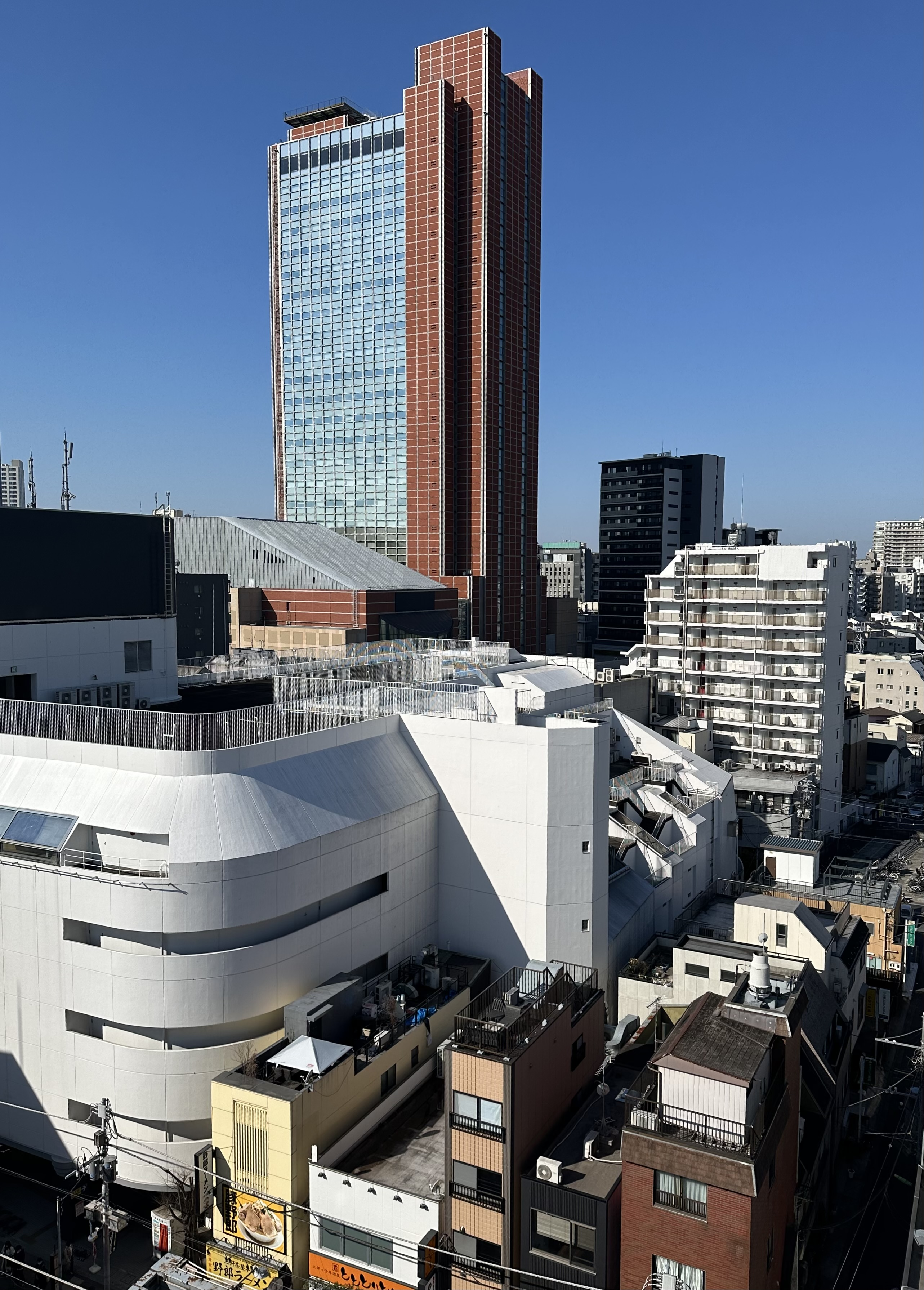
Blick von Südosten auf den Carrot Tower, 2025

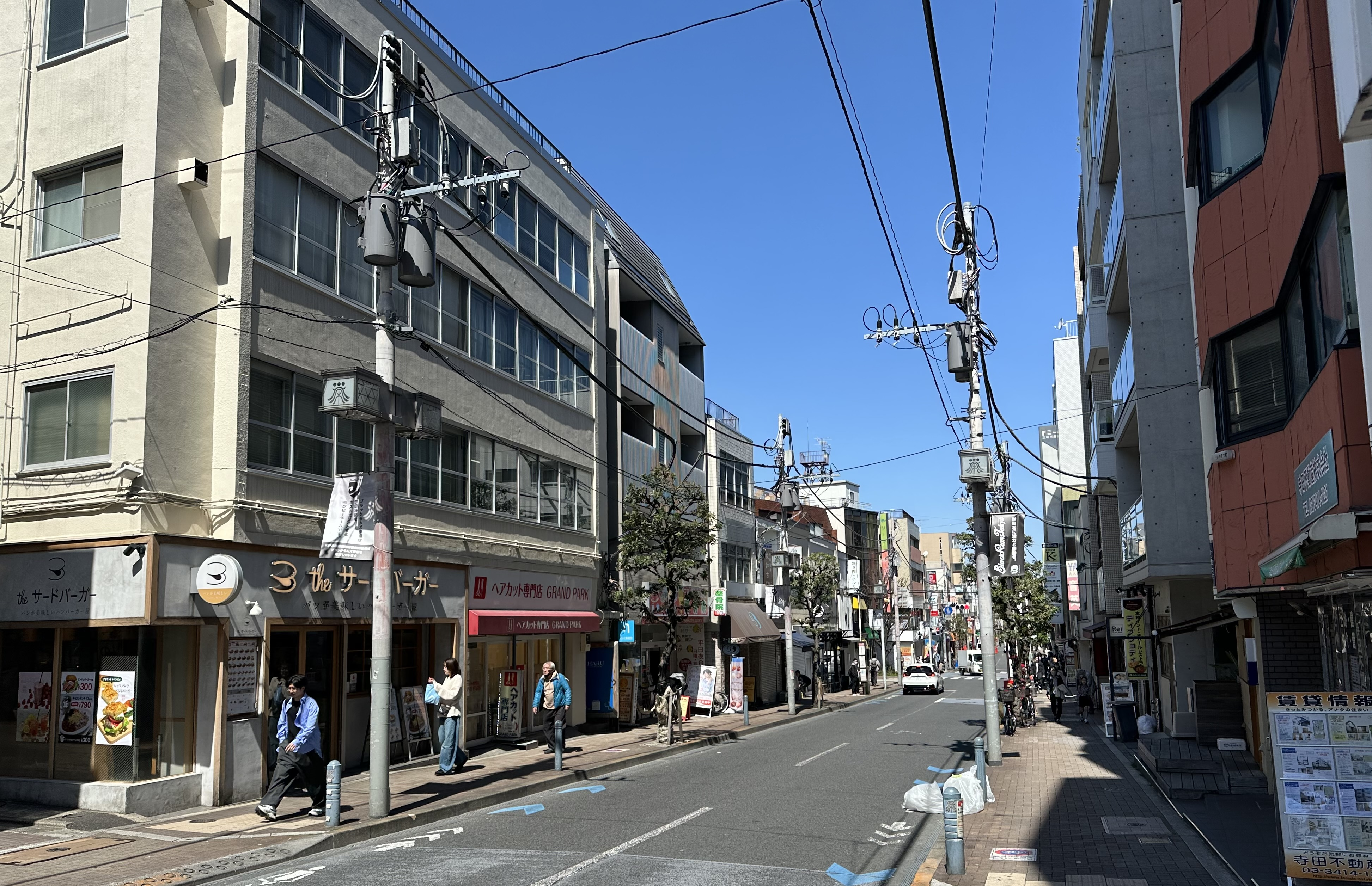
Chazawa-Straße in Sangenjaya

Sangenjaya (japanisch 三軒茶屋), kurz auch Sancha, ist ein Stadtteil des Bezirks Setagaya von Tokio in Japan. Er liegt im Südwesten der ehemaligen Stadt Tokio östlich von Setagaya, nördlich von Komazawa, westlich von Meguro, südwestlich von Shibuya. Auf einer Fläche von 0,48 km² in zwei chōme (nummerierte Viertel, hist. „Stadtteilabschnitte“) hatte er 2025 13.056 Einwohner in 8590 Haushalten. Die Postleitzahl von Sangenjaya ist 154-0024.
Umgangssprachlich subsumiert man im weiteren Sinne auch die Umgebung des Bahnhofs Sangenjaya als Sangenjaya.

## Lage
Der Stadtteil liegt im Zentrum von Setagaya-ku, südwestlich des Shibuya-ku. Durch den Stadtteil führt die Tōkyū Den’entoshi-Linie und die kleine Straßenbahnstrecke Tōkyū Setagaya-Linie, die im Zentrum des Stadtteils im Bahnhof Sangenjaya (Sangenjaya-eki), der englischen Sangenjaya Station, endet.
Der Stadtteil ist von einer kleinteiligen Bebauung unterschiedlichen Alters und einer Vielzahl kleiner Läden, Restaurants und Handwerksgeschäften geprägt. Vor allem das aus engen Gassen bestehende Viertel Sankaku Chitai ist ein beliebtes Ausgehviertel. Trotzdem und der Nähe zu Shibuya gilt Sangenjaya als ruhigerer Stadtteil mit hoher Wohn- und Lebensqualität.

## Geschichte
Der Name Sangenjaya bedeutet so viel wie drei Teehäuser und geht auf die Edo-Zeit zurück, als sich hier, am Aufeinandertreffen von zwei Pilgerwegen, Raststätten für Pilgerer und Reisende, die Teehäuser Shigaraki, Kadoya und Tanakaya befanden.

## Bauwerke und Anlagen
Mit Abstand höchstes Bauwerk und Wahrzeichen des umgangssprachlichen/touristischen Sangenjaya ist der 1996 entstandene Carrot Tower, geographisch im Stadtteil Taishidō. Bekannt ist der aus dem frühen 19. Jahrhundert stammende buddhistische Saishō-ji (最勝寺, „Saishō-Tempel“), ebenfalls im Stadtteil Taishidō. Als Wahrzeichen der Chazawa-Straße gilt das gleichfalls in Taishidō gelegene Gorilla-Gebäude. Östlich von Sangenjaya im Stadtteil Ikejiri liegt der Setagaya-Park (Setagaya-kōen), der englische Setagaya Park.